# Lucas Kozeniesky
Lucas Kozeniesky est un tireur sportif américain né le 31 mai 1995 à Metairie, en Louisiane. Il a remporté avec Mary Tucker la médaille d'argent de l'épreuve mixte de carabine à 10 m air comprimé aux Jeux olympiques d'été de 2020 à Tokyo.